# Ceuthobiella minutissima
Ceuthobiella minutissima är en kackerlacksart som först beskrevs av Rehn, J. A. G. 1918.  Ceuthobiella minutissima ingår i släktet Ceuthobiella och familjen småkackerlackor. Inga underarter finns listade i Catalogue of Life.